# احمد سیف
احمد سیف یا ایرج سیف متولد آمل، نویسنده و مترجم کتب و مقالات اقتصادی، سیاسی و تاریخی، اقتصاددان و استاد دانشگاه است. وی در دانشگاه استافوردشر و دانشگاه رجنتس لندن دارای مرتبهٔ استاد ارشد است و اقتصاد تدریس می‌کرد. وی همچنین در مرکز سیاست‌های اقتصادی و عمومی دانشگاه کمبریج که وی عضوی از آن است به عنوان نگارنده اقتصاددان، مقاله منتشر می‌کند. برخی از آثار وی با نام مستعار بهروز امین نیز منتشر شده‌اند.

## تحصیلات
سیف تحصیلات خود را در دانشکده بازرگانی تهران آغاز و پس از تحصیل مدارج متعدد علمی در دو دانشگاه منچستر و گلاسکو، مدرک دکترای خود را دانشگاه ریدینگ دریافت کرد.

## تدریس
سیف از سال ۱۹۸۹ تا ۲۰۱۰ در دانشگاه استافوردشر به تدریس پرداخت. وی بلافاصله پس از بازنشستگی در ۲۰۱۰، در کالج پارک رجنتس آکسفورد مجدداً مشغول کار شد و پس از بازنشستگی از این سمت در ۲۰۱۷، اکنون در کالج جدید علوم انسانی در لندن به تدریس اقتصاد سیاسی مشغول است.

## آثار
سیف کتب و مقالات بسیاری در زمینهٔ اقتصاد، سیاست و تاریخ مشروطه به رشتهٔ تحریر درآورده یا ترجمه کرده است. برخی از کتب چاپ شدهٔ وی به شرح زیر اند:

### تألیفات
- احمد سیف (۱۳۵۶)، دربارهٔ فئودالیسم ایران قبل از مشروطه، تهران: نشر پیام
- احمد سیف (۱۳۶۹)، نقدی بر تاریخ‌نگاران شوروی، آلمان: نشر نوید
- احمد سیف (۱۳۷۳)، اقتصاد ایران در قرن نوزدهم، تهران: نشر چشمه
- احمد سیف (۱۳۷۶)، مقدمه‌ای بر اقتصاد سیاسی، تهران: نشر نی
- احمد سیف (۱۳۷۹)، پیش‌درآمدی بر استبدادسالاری در ایران، تهران: نشر چشمه، ص. ۲۴۰ صفحه، شابک ۹۶۴-۵۵۷۱-۴۱-۳
- احمد سیف (۱۳۸۰)، استبداد، مسئلهٔ مالکیت، و انباشت سرمایه در ایران، تهران: نشر رسانش
- احمد سیف (۱۳۸۲)، در انکار خودکامگی، چند مقاله دربارهٔ علی‌اکبر دهخدا، تهران: رسانش، ص. ۱۶۰ صفحه، شابک ۹۶۴-۷۱۸۲-۳۶-۸
- احمد سیف (۱۳۸۵)، تاریخ آشفته یا آشفته‌نگاری تاریخی؟، تهران: نشر فروغ
- احمد سیف (۱۳۸۷)، قرن گم‌شده، اقتصاد و جامعهٔ ایران در قرن نوزدهم، تهران: نشر نی، ص. ۳۴۳ صفحه، شابک ۹۶۴-۳۱۲-۹۸۲-۹
- احمد سیف (۱۳۹۵)، سرمایه‌داری و دموکراسی، تهران: نشر مضمون، ص. ۲۰۰ صفحه، شابک ۹۷۸-۶۰۰-۵۸۰۰-۲۱-۰
- احمد سیف (۱۳۹۶)، بحران بزرگ جهانی، تهران: نشر مضمون، ص. ۱۹۲ صفحه، شابک ۹۷۸-۶۰۰-۵۸۰۰-۲۷-۲
- احمد سیف (۱۳۹۶)، علل و پیامدهای رکود بزرگ، تهران: نشر مضمون، ص. ۲۲۴ صفحه، شابک ۹۷۸-۶۰۰-۵۸۰۰-۲۳-۴

### ترجمه‌ها
- آلک نوو؛ بوریس کاگارلیستکی؛ کن لیوینگستون؛ سایمون کلارک و دیگران (۱۳۷۵)، دگردیسی قدرت: بحران سوسیالیسم یا بحران دولت؟، ترجمهٔ احمد سیف؛ کاظم فرهادی، تهران: نشر نشانه
- والدن بیو (۱۳۷۶)، پیروزی سیاه؛ ایالات متحده، تعدیل ساختاری و فقر جهانی، ترجمهٔ احمد سیف؛ کاظم فرهادی، تهران: نشر نقش جهان
- گروه نویسندگان (۱۳۸۰)، جهانی‌کردن فقر و فلاکت، استراتژی تعدیل ساختاری در عمل (مجموعهٔ مقالات)، ترجمهٔ احمد سیف، تهران: آگاه، ص. ۳۲۰ صفحه، شابک ۹۶۴-۴۱۶-۱۴۶-۷
- گروه نویسندگان (۱۳۸۱)، بربریت مدرن (اروپا در هزارهٔ سوم)، ترجمهٔ احمد سیف، تهران: نشر قطره، ص. ۱۶۰ صفحه، شابک ۹۶۴-۳۴۱-۱۴۶-X
- سوزان جوج، والدن بلو، گر؛ پلاست، مایکل چسودوفسکی و… (۱۳۸۲)، استعمار پسامدرن، ترجمهٔ احمد سیف، تهران: نشر دیگر، ص. ۲۸۰ صفحه، شابک ۹۶۴-۷۱۸۸-۲۳-۴
- رابین رمزی (۱۳۸۲)، تئوری‌های توطئه، ترجمهٔ احمد سیف، تهران: فصل سبز، ص. ۱۲۸ صفحه، شابک ۹۶۴-۷۹۲۴-۰۱-۱
- گروه نویسندگان (۱۳۸۴)، جهان پس از ۱۱ سپتامبر (استراتژی امپریالیسم در هزارهٔ سوم)، ترجمهٔ احمد سیف، تهران: آگه، ص. ۳۰۴ صفحه، شابک ۹۶۴-۳۲۹-۱۰۵-۷